# Oronotus binotatus
Oronotus binotatus är en stekelart som först beskrevs av Johann Ludwig Christian Gravenhorst 1829.  Oronotus binotatus ingår i släktet Oronotus och familjen brokparasitsteklar. Arten är reproducerande i Sverige. Inga underarter finns listade i Catalogue of Life.